# Sida surumuensis
Sida surumuensis är en malvaväxtart som beskrevs av Oskar Eberhard Ulbrich. Sida surumuensis ingår i släktet sammetsmalvor, och familjen malvaväxter. Inga underarter finns listade i Catalogue of Life.